# Auguste-Charlotte von Schönberg

Grassi, Josef Maria - Auguste Charlotte Gräfin von Kielmannsegge

Auguste-Charlotte von Schönberg, född 18 maj 1777, död 26 april 1863, var en tysk grevinna och känd som en fransk agent i Napoleons tjänst.  Hon värvades till Napoleons underrättelsetjänst år 1809 på grund av sina kontakter vid hovet i Sachsen, sin beundran för Napoleon och sin önskan att leva separerad från sin make, vilket de franska myndigheterna kunde hjälpa henne med, och var en betydelsefull agent i fransk tjänst fram till att hon fängslades under kriget mot Napoleon år 1813.